# ジャパンフーズ
ジャパンフーズ株式会社は、千葉県長生郡長柄町に本社を置く飲料製造業務請負を営む会社。

## 概要
飲料メーカーから、清涼飲料を受託製造している。2004年度（平成16年度）はサントリー、伊藤園等の飲料メーカー23社から約250種類の飲料製造を委託されている。
その他、ファーストフード店向けの業務用飲料も製造している。酒類製造免許を保有し、缶チューハイ等の低アルコール飲料も製造している。
2006年（平成18年）3月期の連結売上構成は受託製造のペットボトル飲料81.1%、缶飲料13.0%、びん飲料4.9%となっている。
なお、同所は元々ペプシコーラの国内第一号のフランチャイズボトラー日本飲料の工場である。

## 沿革
- 1976年（昭和51年）12月 - 設立。
- 2000年（平成12年）8月 - ジャスダック上場。
- 2003年（平成15年）2月 - 東京証券取引所第2部上場。
- 2005年（平成17年）3月 - 東京証券取引所第1部に指定替え。
- 2024年（令和6年）
  - 7月 - 丸紅系のアイ・シグマ・キャピタル傘下のJAFホールディングス株式会社が、株式公開買付けにより議決権所有割合ベースで52.22%の株式を取得し、親会社となる[3]。
  - 9月 - 自己株式の公開買付けにより伊藤忠商事株式会社との資本関係が無くなる[4]。
  - 10月 - 東京証券取引所スタンダード市場上場廃止。株式併合によりJAFホールディングス株式会社の完全子会社となる[1]。

## 関係会社

### 連結子会社
- JFウォーターサービス株式会社（千葉県長生郡長柄町）

### 持分法適用関連会社
- 株式会社ウォーターネット
- 東洋飲料（常熟）有限公司